# Al-Qahirah, Hama
Al-Qahirah, Hama (tiếng Ả Rập: القاهرة al-qāhirah) là một ngôi làng Syria nằm ở phó huyện Qalaat al-Madiq thuộc huyện al-Suqaylabiyah, Hama. Theo Cục Thống kê Trung ương Syria (CBS), ngôi làng có dân số 708 người trong cuộc điều tra dân số năm 2004.